# Geórgios Papanikoláou
Georgios N. Papanikolaou o George Papanicolaou (pronunciado: [Papanicolau] (en griego: Γεώργιος Παπανικολάου; 13 de mayo de 1883 - 19 de febrero de 1962) fue un médico griego pionero en la citopatología y la detección precoz del cáncer, e inventor de la "citología vaginal". 
Tras estudiar medicina en Grecia y Alemania, emigró en 1913 a Estados Unidos. En 1928 comunicó por primera vez que se podían detectar células cancerosas uterinas en frotis vaginales, pero su trabajo no fue ampliamente reconocido hasta la década de 1940. A principios de la década de 1950 se llevó a cabo un amplio ensayo de sus técnicas. En 1961 fue invitado a la Universidad de Miami para dirigir y desarrollar allí el Instituto de Investigación del Cáncer Papanicolaou. 

## Biografía
Nacido en Kimi, en la isla de Eubea, en Grecia, fue pionero en citopatología y en la detección temprana del cáncer. Estudió en la Universidad de Atenas, donde se graduó en medicina en 1904. Seis años más tarde se doctoró de la Universidad de Múnich, Alemania. En 1913 emigró a los Estados Unidos para trabajar en el departamento de patología del Hospital Presbiteriano de Nueva York y en el departamento de anatomía de la Universidad Cornell. Fue el inventor de la prueba de Papanicolaou, que se utiliza en todo el mundo para la detección precoz del cáncer de cuello de útero. Recibió el Premio Lasker.
- Datos: Q319321
- Multimedia: Georgios Papanikolaou / Q319321